# آنتیمونید ایتریم (III)
آنتیمونید ایتریم(III) (به انگلیسی: Yttrium(III) antimonide) با فرمول شیمیایی YSb یک ترکیب شیمیایی است. که جرم مولی آن ۲۱۰٫۶۶۶ g/mol می‌باشد. شکل ظاهری این ترکیب، جامد سفید است.